# Winnetou II – Ribanna und Old Firehand

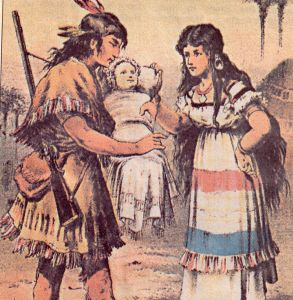
Älteste Darstellung von Winnetou und Ribanna, Illustration zu Im fernen Westen, 1879

Das Freilichtspiel  Winnetou II – Ribanna und Old Firehand  nach dem Roman Winnetou II von Karl May wurde 1966 von Wulf Leisner als Theaterstück für Freilichtbühnen geschrieben und am 9. Juli 1966 unter seiner Regie im Kalkbergstadion in Bad Segeberg im Rahmen der Karl-May-Festspiele uraufgeführt.

## Inhalt

### Erste Episode: Im Tal der „Weißen Hindin“
Eine tief eingeschnittene Felsschlucht. Das Tal der „Weißen Hindin“ am oberen Mississippi.
Berittene Indianer kommen aus dem Hintergrund des Tales. Es sind Poncas. Ihr Anführer Falkenauge ist ein alter, weißhaariger Krieger. Er trägt eine Häuptlingsfeder. Falkenauge erwartet Tim Finnetey. Der kommt mit einem Plan, der den Poncas reiche Beute bringen soll.
Tah-scha-tunga, der Häuptling der Assiniboins, und seine Krieger sind auf dem Weg hierher. Auch Intschu-tschuna, der Häuptling der Apachen. Sie erwarten Winnetou, den Sohn Intschu-tschunas. Firehand ist bei ihnen und Ribanna, die schöne Tochter des Häuptlings der Assiniboins. Sie alle kommen ahnungslos in dieses Tal, das ihnen zur Todesfalle werden soll. Finnetey verlangt nur Ribanna für sich.
Finnetey war einst Gast der Assiniboins und begehrte Ribanna, die stolze Tochter des Häuptlings. Ribanna aber wählte Old Firehand. Selbst Winnetou trat vor ihm zurück. Seither sinnt Finnetey auf Rache. Falkenauge durchschaut ihn. Finnetey hetzt die Krieger auf und tötet Falkenauge. Er ruft sich zum Häuptling der Poncas aus unter dem Namen Parranoh. Die Poncas reiten mit ihm ab.
Auf den Höhen der Felsen werden die Krieger der Assiniboins sichtbar. In langem Zug steigen sie in das Tal. Alle von Finnetey beschriebenen Personen betreten in einer eindrucksvollen Zeremonie die Szene.
Der Häuptling der Assiniboins hält eine große Rede: „Die große Jagd ist beendet! Manitu schenkte uns reiche Beute und die Krieger der Assiniboins werden jetzt heimkehren zu den Zelten ihres Stammes. Meine Augen sehen Intschu-tschuna, den großen Kriegshäuptling der Apachen, sie sehen Old Firehand, den tapferen weißen Jäger und sein Weib Ribanna, die Tochter meines Herzens, die ‚Rose von Quicourt‘. Manitu möge diese Stunde segnen! Denn heimkehren werden Winnetou und der Sohn Ribannas und des großen weißen Jägers. Drei Monde sind vergangen, seit sie ausritten, um den heiligen Ton aus der roten Erde im Land Wyoming zu den Zelten der Assiniboins zu bringen. Sie sind zurückgekehrt.“
Zwei Reiter erscheinen. Es sind Winnetou und Harry, der Sohn Firehands und Ribannas. Harry ist 14 Jahre alt, blond und bis auf die leicht getönte Haut dem Vater ähnlich. Harry berichtet: Die Völker der Navajos und der Nojoras haben das Kriegsbeil ausgegraben. „Unser Weg führte durch die Jagdgründe der feindlichen Stämme. Wir mußten kämpfen! Winnetou hat mir das Leben gerettet!“ Intschu-tschuna überreicht Winnetou, der bald sein Nachfolger sein wird, die Silberbüchse.
Finnetey erscheint. Er will sich für die erlittene Schmach rächen. Er zieht seinen Colt und gibt einen Schuss ab. Im selben Augenblick tauchen überall auf den Höhen die Krieger der Poncas auf. Sie tragen ihre Waffen angriffsbereit in den Händen. Kriegsgeschrei erhebt sich. Ribanna mahnt zum Frieden. Voller Hass schießt Finnetey auf Harry. In letzter Sekunde ist Ribanna vor Harry gesprungen und empfängt die tödliche Kugel.
Während die Poncas in das Tal stürmen, sind die Assiniboins und die Gruppe der Häuptlinge und Weißen in die Deckung der Felsen gesprungen und erwidern das Gewehrfeuer der Poncas. In diesem Augenblick ertönt von den Höhen der Kriegsschrei der Apachen. Sie befinden sich im Rücken der Poncas und greifen mit Schusswaffen und Tomahawks in den Kampf ein. Die überraschten Poncas weichen zurück und brechen zum Taleingang durch. Finnetey jagt davon. Die Schüsse Winnetous und Firehands erreichen ihn nicht mehr. Die Poncas fliehen. Von allen Seiten ertönt der Siegesschrei der Apachen.
Harry, Winnetou und Tah-scha-tunga schwören, Ribannas Tod am feigen Mörder zu rächen. Tah-scha-tunga wirft seinen kostbaren Häuptlingsmantel über Ribanna. Die Krieger der Assiniboins und der Apachen bilden eine lange Gasse bis in den Hintergrund des Tales. Während die Totenklage aufklingt, setzt sich der Zug der Krieger mit Ribanna in Bewegung und verschwindet im Ausgang des Tales.

### Zweite Episode: Im Kanawhatal
Eine tief eingeschnittene bewaldete Talschlucht am Young-Kanawha. Aus einem Seitental kommen zwei Reiter. Es sind Edward Frank und Sebastian Droll. Während Frank die Pferde zu den Tannen führt, verwischt Droll die Hufspuren. Im Taleingang werden drei Gestalten sichtbar: Sam Hawkens, Will Parker und Dick Stone, das sogenannte „Kleeblatt“.
Die Fünf unterhalten sich angeregt auf sächsisch und begutachten sich auf humorvolle Weise gegenseitig. Sie hören Hufschläge und verschwinden eiligst hinter einem überhängenden Felsplateau, von dem sie, selbst ungesehen, das Tal gut überblicken können. Die Reiter erscheinen. Es ist eine Gruppe Poncas mit Tim Finnetey. Er trägt einen indianischen Büffelrock und Leggins. Sein Gesicht, unter der Federhaube eines Häuptlings, ist wie das der Poncas mit Kriegsfarben bemalt.
Parranoh und seine Leute erwarten einen Goldtransport aus der großen Stadt im Osten nach Fort Scott, den sie überfallen wollen. Ein Reiter nähert sich. Es ist Walser, der Scout des Goldtransports. Er bemerkt die Roten zu spät, um noch umkehren zu können. Die Poncas haben ihn in Sekundenschnelle mit erhobenen Waffen umringt. Parranoh bedroht und erpresst Walser, den Weg und die Bewachung des Transportes zu verraten.
Die Gruppe der Fünf hat alles belauscht und ist empört über den geplanten Überfall. Sie wollen im Hintergrund bleiben und bei Bedarf kämpfend eingreifen. Im Hintergrund des Tales erscheint der Transport. Walser reitet voraus. An der Seite des Wagens reitet Capitain Mervil, als Nachhut folgen zwei berittene Dragoner.
Die Fahrer der Kutsche und die Dragoner steigen ab. In diesem Augenblick wird im Talgrund ein Reiter sichtbar. Er trägt die typische Westler-Kleidung. Kleidung und Waffen wirken jedoch funkelnagelneu. Der Capitain der Dragoner lästert über den Sonntagsjäger. Der Reiter warnt vor einem Überfall. Walser besteht auf der Rast. Es kommt zum Disput und Kampf zwischen dem Reiter und Walser.
Die Poncas, von Parranoh geführt, stürzen ins Tal. Die Dragoner sind völlig überrascht. Es ist ihnen nicht mehr möglich, die Gewehre von der Schulter zu nehmen. Während die Poncas die Dragoner an die Felswand drängen, haben sich Sam, Stone und Parker in der Deckung des Wagens heimlich an dessen abgekehrte Seite geschlichen und sind von hinten in die Kutsche gestiegen.
Als Parranoh die Tür des Wagens aufreißt, steht grinsend Sam mit zwei erhobenen Pistolen in der Tür. Aus den Fenstern der Kutsche drohen die Gewehrläufe von Stone und Parker. Die Poncas drehen sich erschrocken um. Diese Gelegenheit nutzen die Dragoner, um ihre Gewehre von den Schultern zu reißen. Die Poncas wenden sich zur Flucht.
Es stellt sich heraus, dass der Reiter Old Shatterhand ist. Hoch oben im Felsen erscheint Winnetou. Er trägt Kleidung und Insignien des Apachenhäuptlings und die Adlerfeder im hochgebundenen Haarschopf. Er hebt grüßend die Silberbüchse. Shatterhand eilt ihm entgegen und fragt ihn nach seiner traurig-ernsten Miene. Winnetou quält, dass der Mörder seines Vaters und der Ribannas noch lebt. Shatterhand sichert ihm zu, gemeinsam mit ihm dem Mörder auf der Spur zu bleiben, und ist überzeugt: Die Vergeltung wird ihn erreichen!
Auf den Höhen erscheinen die Krieger der Apachen. Eine Gruppe von Reitern taucht auf. Firehand und Harry reiten bis zum Mittelgrund des Tales. Es entsteht ein kurzes Vorstellungsgeplänkel zwischen Shatterhand und Firehand. Sam Hawkens, Stone und Parker reiten hinzu. Sie haben die Poncas verfolgt und belauscht. Deren teuflischer Plan: Parranoh will allein in die Siedlung bei den Ölquellen von New Venango reiten und den Poncas nachts heimlich die Tore öffnen. Der Häuptling der Poncas ist kein Roter. Er ist ein weißer Mann! Er hat zwei tiefe Narben: Es ist Tim Finnetey! Winnetou hat die Spur des weißen Mörders wiedergefunden.
Shatterhand will die Siedlung warnen. Winnetou schwört, sich an Parranoh zu rächen. Die Krieger der Apachen stimmen den Kriegsgesang an. Alle springen auf die Pferde und galoppieren dem Ausgang des Tales zu.

### Dritte Episode: Felsschlucht in der Nähe der Ölsiedlung New Venango
Im Tal des Bee Creek. Ein Talkessel in der Nähe der Siedlung New Venango. Auf einer Hochebene sind die Silhouetten einiger Öltürme sichtbar. Über einen Felssteig kommen vier Männer. Es sind Emery Forster und drei seiner Ingenieure, Fletscher, Bulcher und Warren. Forster will das zu reichlich geförderte Öl einfach ablaufen lassen, um den Preis nach oben zu treiben.
Im Taleingang werden Reiter sichtbar. Es sind Shatterhand, Winnetou, Firehand, Hawkens, Harry, Frank und Droll. Sie wollen Forster vor den Poncas warnen, den grausamsten Verwandten der Sioux. Sie planen einen Überfall auf die Siedlung.
Finnetey reitet auf. Er trägt die typische Trapperkleidung. Fletscher, Bulcher und Warren umstellen ihn unauffällig und schneiden ihm den Rückweg ab. Forster entlarvt ihn als Mister Finnetey. Shatterhand, Winnetou und die Gruppe der Westmänner kommen näher, während Fletscher und Warren Finnetey entwaffnen. Er wird an einen Baum gefesselt. Sein Spiel ist aus. Harry will Finnetey am liebsten mit dem Messer töten, Firehand ihn richten nach dem Gesetz der Prärie. Winnetou warnt: „Das Auge der Bleichgesichter ist blind geworden vom Hass und ihre Klugheit ist den Gefühlen der Rache gewichen! Der Häuptling der Apachen sieht den Tod durch die Pforte dringen und das Verderben von den Bergen steigen! Es flammt das Tal von der Glut des Feuers und das Wasser ist rot vom Blut der Erschlagenen! Die Poncas werden kommen und die Skalpe der Jäger nehmen. Aber Winnetou ist zum Kampf bereit und wird den Totengesang auf den Leichen seiner Feinde anstimmen!“
Finnetey stößt den Kriegsruf der Poncas aus. Von den Höhen herab und über die Felsen stürmen die Poncas ins Tal. Eine Gruppe Poncas zu Pferde galoppiert durch den Eingang der Schlucht.
Harry hat die Pistole erhoben, um Parranoh zu erschießen. Ein Krieger stürzt sich mit erhobenem Tomahawk auf Harry. Shatterhand schlägt den Ponca nieder. Mit dem Rücken gegeneinander oder an Baumstämme gelehnt, verteidigen sich die Westleute mit allen Kräften gegen die anstürmenden Indianer. In Sekundenschnelle ist Parranoh befreit. Winnetou wird von hinten mit einem Lasso niedergerissen. Sam, Firehand und Harry sowie Frank und Droll sind überwältigt. Auch Forster und seine Leute werden gefesselt und geknebelt.
Unter Anführung des Medizinmannes haben die Poncas einen Kreis um die Gefangenen gebildet. Im lodernden Schein hochaufflammender Feuer beginnen sie, rhythmisch stampfend und Fackeln schwingend, den „Tanz der großen Martern“. Parranoh beendet den Tanz mit einer großen Geste. Die Ältesten der Poncas setzen sich mit Parranoh auf dem Felsplateau zur großen Beratung zusammen. Die Krieger haben einen weiten Halbkreis gebildet. Galgenhumor ist zu spüren in der Unterhaltung der Gefesselten.
Parranoh gibt das Ergebnis der großen Beratung bekannt: „Ihr werdet sterben. Alle! Aber ihr sollt eine Chance bekommen. Ihr wisst, der rote Mann liebt das Spiel mit dem Tod … Zwei von euch sollen kämpfen. Für alle!“ Er beschreibt die Bedingungen des doppelten Zweikampfes.
Winnetou erwartet ruhig den „Hundertfachen Donner“, der plötzlich auf Winnetou zuspringt und den Arm zum tödlichen Stoß erhebt. Anstatt zurückzuweichen, läuft der Apache ihm entgegen, verwundet ihn am rechten Arm und schlägt ihm das Messer aus der Hand. Auch Winnetou wirft sein Messer fort. Shatterhand veranlasst seinen Gegner durch eine Finte, nach ihm zu stoßen. Er weicht blitzschnell dem Stoß aus und trifft den „Tapferen Büffel“ mit der Faust an der Schläfe. Im selben Augenblick hat Winnetou seinem Gegner den Arm verrenkt und ihm die Faust in die Magengrube gestoßen. Beide Gegner liegen bewusstlos am Boden.
Den Gefangenen will Parranoh die Freiheit geben, aber nicht das Leben! Shatterhand reißt Sam das Messer aus dem Ärmel und durchschneidet seine Stricke. Winnetou befreit Firehand, Firehand Harry. Alle ergreifen sofort ihre Waffen. Die Krieger wollen sich auf sie stürzen. In diesem Augenblick ertönen helle, schmetternde Trompetensignale, und Kriegsgeschrei ist zu hören: Die Reiter vom Fort Randall und Winnetous Apachen! In vollem Galopp, ihre Colts auf die Poncas abfeuernd, stürmen die Dragoner in das Tal. Stone und Parker sind ihnen gefolgt. Gleichzeitig haben auch die Apachen in den Kampf eingegriffen. Sie stürmen von den Höhen in das Tal. Die völlig überraschten Poncas wenden sich zur Flucht.
Parranoh will die Schleusen öffnen und Feuer in die Siedlung werfen. Forster und seine Leute stürzen fort. Eine heftige Detonation folgt: Meterhoch schlagen die Flammen aus den Öltürmen. Überall springen die Feuerketten auf und nähern sich dem Tal. Die Öltürme stürzen brennend zusammen.
Winnetou stürzt sich mit erhobenen Tomahawk auf Parranoh. Dieser hat sein Messer gezogen. Sie kämpfen hart am Felsgrat. Das Messer fällt Parranoh aus den Händen, im selben Augenblick trifft ihn Winnetous Tomahawk. Mit einem Todesschrei stürzt er in den feurigen Abgrund.
Trommeln und Kriegsgesang der Apachen setzen ein. Die Feuerwand ist erloschen. Noch immer brennen die Ruinen der Öltürme wie riesige Fackeln. Firehand ist dankbar: „Der Mörder Ribannas ist gefallen durch die Hand des Apachen! Winnetous weißer Bruder wird es nie vergessen!“
Winnetou verabschiedet sich von Shatterhand: „Die Stunde des Abschieds ist gekommen. Noch lebt der Mörder Intschu-tschunas. Der große Geist gebietet, dass wir uns trennen. Aber immer wieder wird Winnetou an der Seite seines weißen Bruders reiten! Winnetou treibt die Feindschaft fort, dich hält die Freundschaft hier! Lebe wohl! Die Liebe wird uns wieder vereinigen! Howgh!“
Er reitet ab, die anderen brechen auf zum Mankizita, zu Firehands Felsenburg.

## Sonstiges
- Erstmals stand Ribanna in einem Stück auf der Bühne. (Sie starb allerdings bereits im ersten Bild.)
- Ernst-Erich Buder musste einige Vorstellungen am Saisonende als Winnetou einspringen.
- Rolf E. Schenker war erstmals mit dabei.

## Presseecho
„‚Winnetou II‘ ein voller Erfolg. Publikum ging begeistert mit. Wulf Leisner schuf eine sehr eindrucksvolle Dramatisierung. Das beste Karl-May-Spiel und die geschlossenste Inszenierung, die es bisher im Felsen-Theater auf dem Kalkberg gab (…) Das Stück ist spannend, enthält aber auch lyrische und humoristische Partien und räumt der Schau mit Indianertänzen und Kämpfen einen breiten, aber nahtlos in das Stück gearbeiteten Platz ein.“

## Quelle
- Eintrag im Karl-May-Wiki zur Uraufführung

## Textbuch
- Wulf Leisner: Winnetou II (Ribanna und Old Firehand). Ein Freilichtspiel nach einer Erzählung aus Karl Mays Roman „Winnetou II“, Norderstedt: Vertriebsstelle und Verlag deutscher Bühnenschriftsteller und Bühnenkomponisten o. J. (1966)